# Nederlands Genootschap van Sint Jacob
Het Nederlands Genootschap van Sint Jacob is een Nederlandse vereniging, gericht op verbreding en verdieping van de belangstelling voor de pelgrimstocht en de pelgrimsroute naar het graf van Sint Jacob in Santiago de Compostella in Spanje. In 2019 had de vereniging 13.500 leden. Het genootschap is actief in de begeleiding en opvang van pelgrims, maar ook op het gebied van studie en onderzoek naar de Jacobusverering en -pelgrimage.

## Geschiedenis en doel

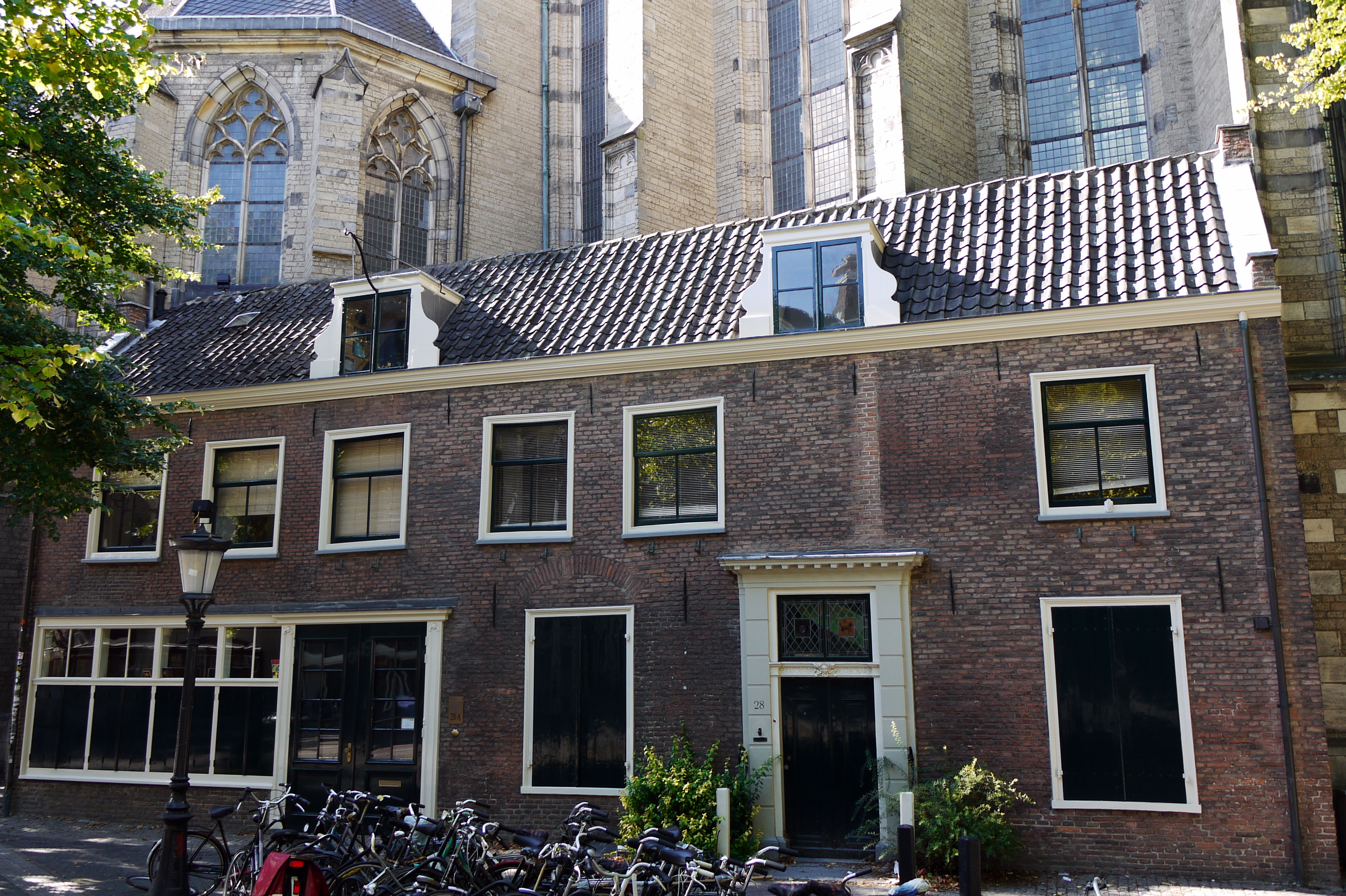
Kantoor van het Nederlands Genootschap van Sint Jacob op Janskerkhof 28A in Utrecht

Het Genootschap is opgericht op 25 juli (de naamdag van Sint Jacob) 1986 en is gevestigd in het Huis van Sint Jacob aan het Janskerkhof in Utrecht. Het Genootschap is een landelijke vereniging zonder winstoogmerk. Het Genootschap helpt  met informatie en documenten mensen die te voet, op de fiets, te paard of op andere manieren naar Santiago de Compostella willen gaan. Ook doet men aan studie betreffende de historische, godsdienstige en andere aspecten van de Jacobusverering en -pelgrimage. Het genootschap heeft naast het kantoor in Utrecht nog twee informatiecentra (Groate Kerk te Sint Jacobiparochie en de Pelgrimshoeve Kafarnaüm te Vessem). 

## Activiteiten
De vereniging is actief in de opvang van pelgrims in onder andere Roncesvalles en Santiago, de ontwikkeling van pelgrimsroutes, de redactie van het tijdschrift De Jacobsstaf, historisch onderzoek en het organiseren van lezingen en workshops. Daarnaast kent het Genootschap zestien regionale verbanden die in hun regio's lezingen, wandelingen, excursies en voorlichtingsbijeenkomsten voor vertrekkende pelgrims organiseren.
Het Genootschap beheert twee verzamelingen. In het Huis van Sint Jacob is een gespecialiseerde bibliotheek. Online worden zogenaamde Jacobalia geïnventariseerd en beschreven. Jacobalia zijn objecten die de cultus van Sint Jacobus in Nederland heeft nagelaten.

## Pelgrimspas
Het Genootschap verstrekt ook de pelgrimspas, ook wel Credencial del Peregrino genoemd. Dit is een op naam gesteld document waarmee men op de pelgrimsroute naar Santiago de Compostella toegang kan krijgen tot de speciale pelgrimsonderkomens (refugios en albergues). Dit document is internationaal erkend en dient ook om in Santiago de Compostella het pelgrimsgetuigschrift (de Compostela) te kunnen krijgen, het bewijs dat men de pelgrimstocht heeft voltooid.